# Клепиковский район
Клепико́вский райо́н — административно-территориальная единица (район) и муниципальное образование (муниципальный район) на севере Рязанской области России.
Административный центр — город Спас-Клепики.

## География
Площадь района — 3235 км². По площади Клепиковский район является самым большим в Рязанской области. На северо-западе район граничит с Московской областью (городской округ Егорьевск, городской округ Шатура), на севере и северо-востоке — с Владимирской областью. С юга Клепиковский район граничит с Рыбновским, Рязанским и Спасским, а с востока — с Касимовским районами Рязанской области.
Район целиком расположен в Мещере, всю его территорию занимают густые хвойно-широколиственные леса.
Основные реки — Пра, Гусь, Колпь (небольшой участок), Нарма, а также менее крупные Совка, Посерда, Кадь, Курша, Шековка. На территории района находится нижняя часть системы Клепиковских озёр (Великое, Шагара, Сокорево и др), есть также много других озёр (Великое у села Криуша, Негарь, Комгарь и др.)

## История
С 1919 года существовал Спас-Клепиковский район, включавший ряд волостей Рязанского, Касимовского и Егорьевского уездов Рязанской губернии. В 1921 году район был преобразован в Спас-Клепиковский уезд, который в 1924 году был упразднён.
После окончательного упразднения деления на волости, уезды и губернии эта территория в Центрально-Промышленной области. 3 июня 1929 года область была переименована в Московскую. 12 июля 1929 года в составе области был образован Рязанский округ (один из 10). В составе округа был выделен и Клепиковский район (один из 27). В состав района вошли следующие сельсоветы:
- из Архангельской волости: Аристовский, Больше-Кураповский, Зубовский, Маньщинский, Мосеевский, Тюрвищенский, Ханинский
- из Спас-Клепиковской волости: Алтуховский, Верейский, Взвозовский, Горковский, Гришинский, Деевский, Дунинский, Ершовский, Залдне-Пилевский, Калдевский, Кобылинский, Криушинский, Крутовский, Лаптевский, Лосевский, Макеевский, Максинский, Мало-Дарьинский, Мамоновский, Наумовский, Озерьевский, Ольгинский, Оськинский, Пансуровский, Тамышевский, Тимохинский, Тюковский, Ушморский, Чарсульский, Чирятский.

20 мая 1930 года из Гусевского района Ивановской области в Клепиковский район был передан Черновский с/с.
30 июля 1930 года округа в СССР были упразднены, и Клепиковский район отошёл в прямое подчинение Мособлисполкому.
В соответствии с постановлением от 26 сентября 1937 года из Московской области были выделены Тульская и Рязанская области. Клепиковский район вошёл в состав вновь образованной Рязанской области.
С 1963 года по 1965 год, во время неудавшейся всесоюзной реформы по делению на сельские и промышленные районы и парторганизации, в соответствии с решениями ноябрьского (1962 года) пленума ЦК КПСС «о перестройке партийного руководства народным хозяйством», район в числе многих в СССР был временно упразднён (укрупнён), но менее года существовал созданный указом Президиума Верховного Совета РСФСР от 3 марта 1964 года Клепиковский сельский район Рязанской области, в состав этого района вошла территория упразднённого Тумского района.

## Население
| 1939    | 1959    | 1970    | 1979    | 1989    | 2002    | 2009    | 2010    | 2012    |
| ------- | ------- | ------- | ------- | ------- | ------- | ------- | ------- | ------- |
| 41 630  | ↘28 922 | ↗48 785 | ↘40 943 | ↘34 766 | ↘29 391 | ↘26 941 | ↘25 476 | ↘25 399 |
| 2013    | 2014    | 2015    | 2016    | 2017    | 2018    | 2019    | 2020    | 2021    |
| ↘25 241 | ↘25 018 | ↘24 641 | ↘24 314 | ↘24 050 | ↘23 690 | ↘23 225 | ↘22 895 | ↘21 479 |
| 2023    | 2024    | 2025    |         |         |         |         |         |         |
| ↘20 955 | ↘20 755 | ↘20 341 |         |         |         |         |         |         |

### Урбанизация
Городское население (город Спас-Клепики и посёлок городского типа Тума) составляет 48,87 % населения района.

### Национальный состав
По итогам переписи населения 2020 года проживали следующие национальности (национальности менее 0,1 % и другое, см. в сноске к строке «Другие»):
| Национальность | Численность, чел. | Доля     |
| -------------- | ----------------- | -------- |
| Русские        | 20 134            | 93,74 %  |
| Украинцы       | 123               | 0,57 %   |
| Узбеки         | 90                | 0,42 %   |
| Армяне         | 54                | 0,25 %   |
| Татары         | 40                | 0,19 %   |
| Таджики        | 25                | 0,12 %   |
| Молдаване      | 25                | 0,12 %   |
| Другие         | 988               | 4,59 %   |
| Итого          | 21 479            | 100,00 % |

## Территориальное устройство

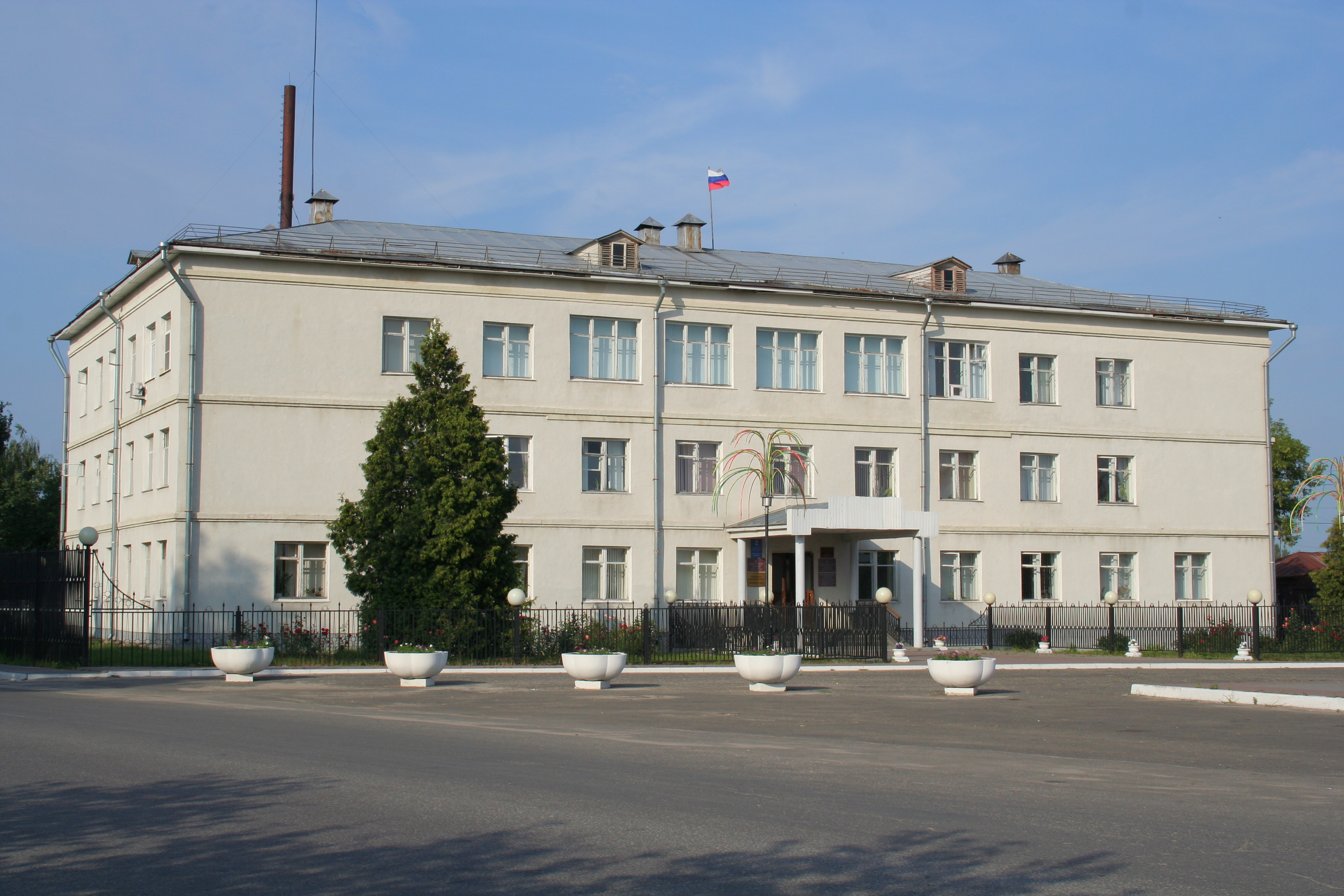
Здание районной администрации

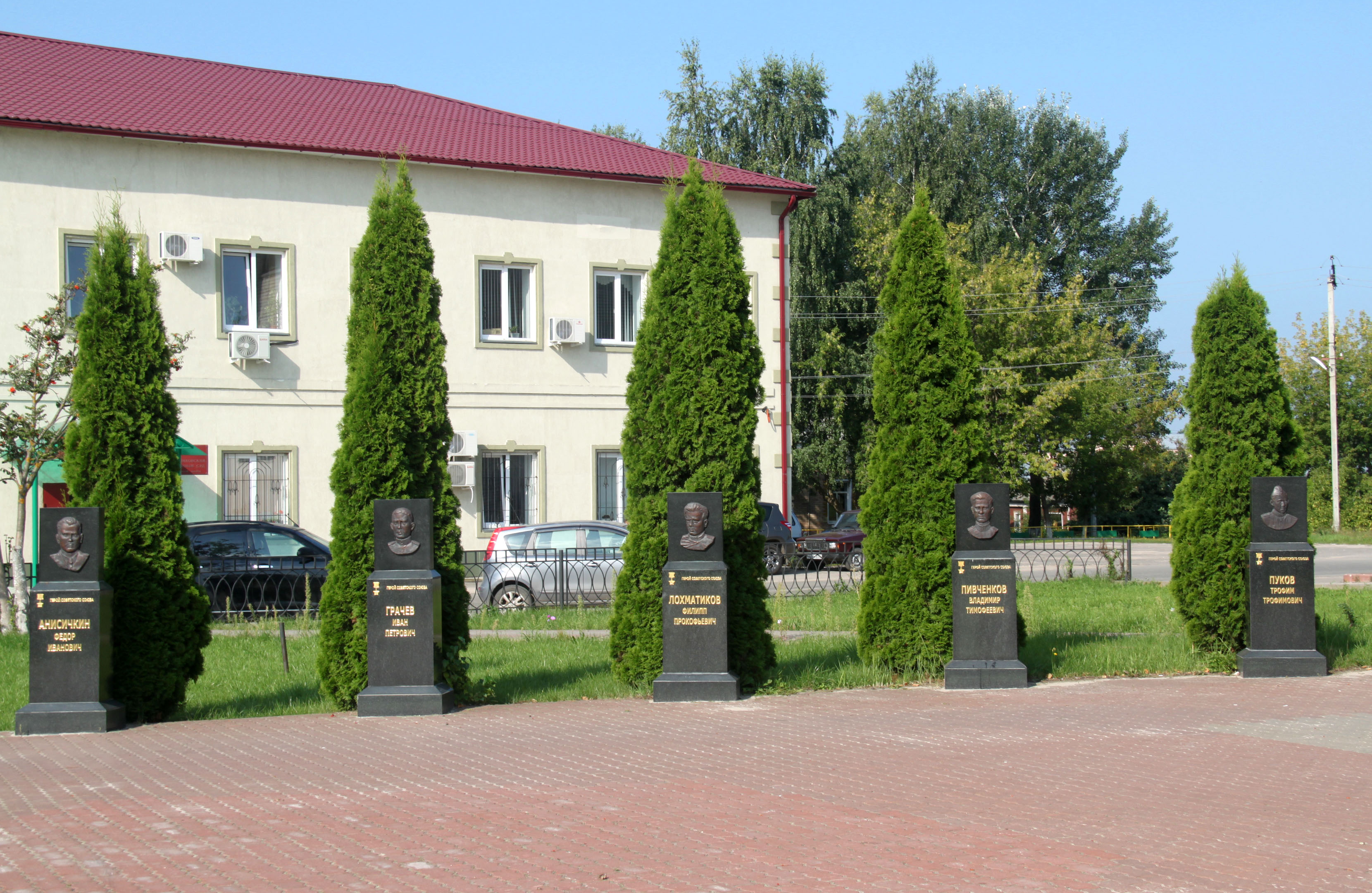
Аллея Героев, родившихся в районе на улице Ленина г. Спас-Клепики

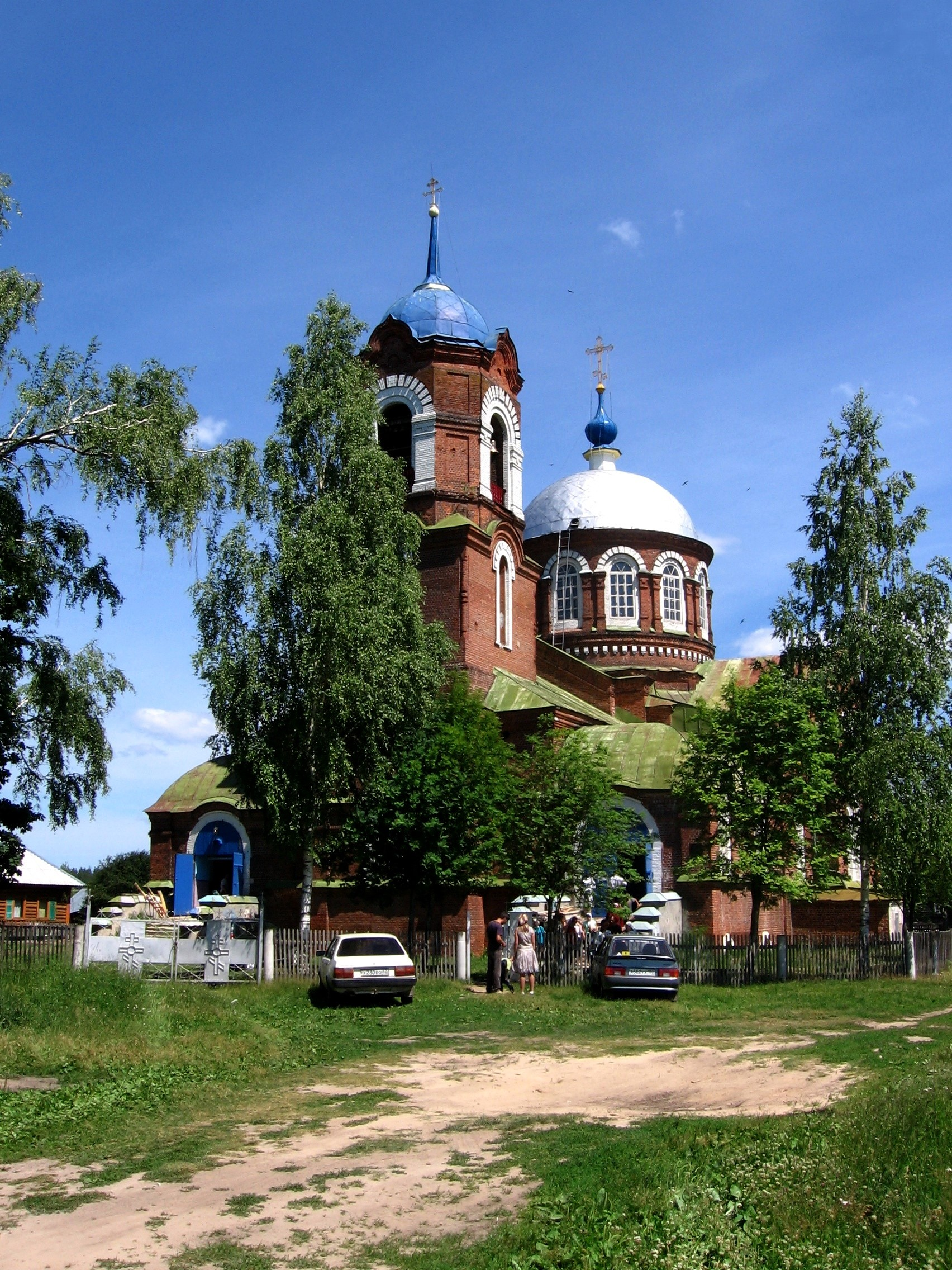
Церковь в селе Стружаны

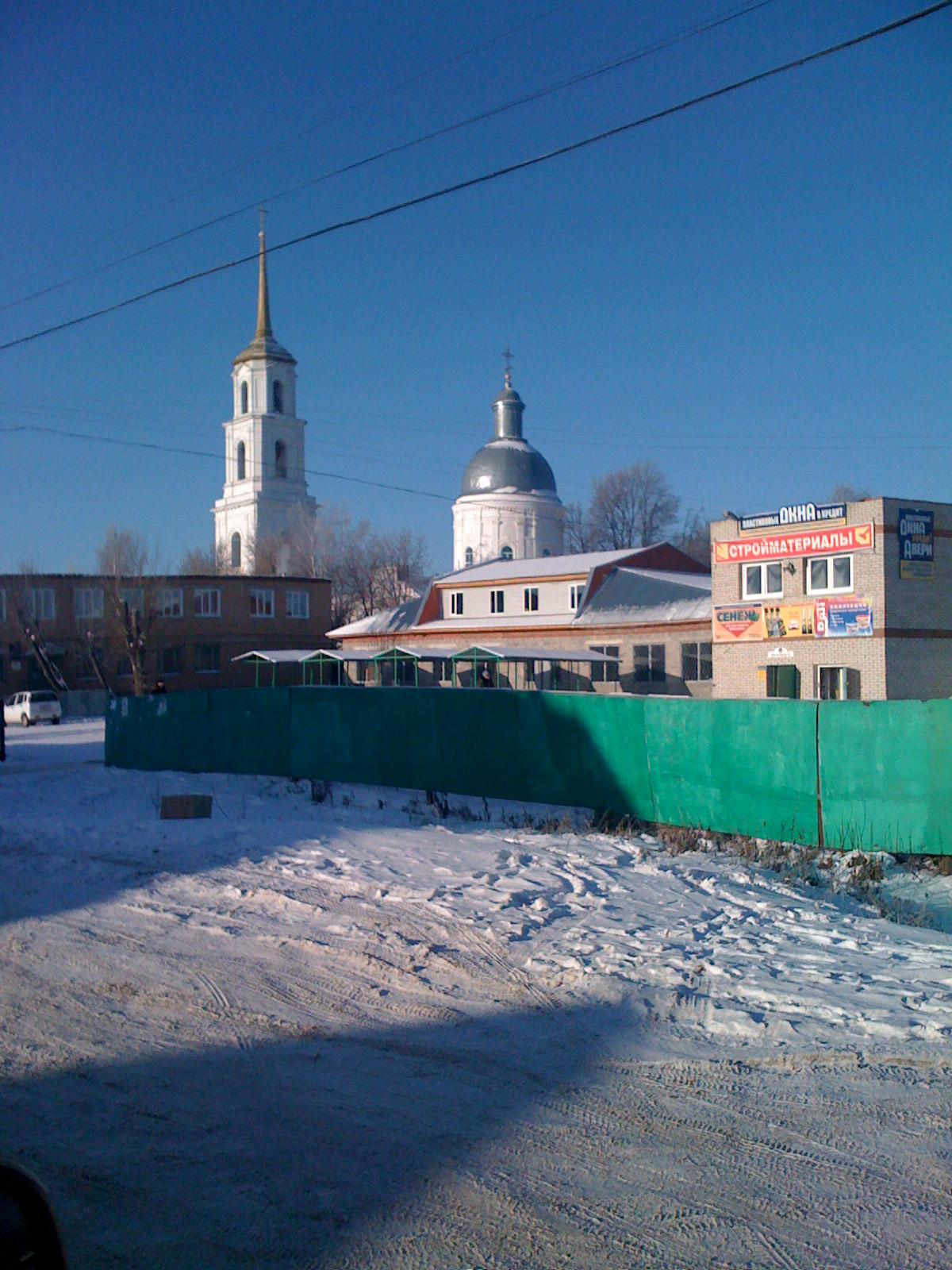
Рабочий посёлок Тума

В рамках административно-территориального устройства, Клепиковский район включает 1 город районного значения, 1 посёлок городского типа и 10 сельских округов.
В рамках организации местного самоуправления, муниципальный район делится на 12 муниципальных образований, в том числе 2 городских и 10 сельских поселений.
| №  | Муниципальное образование             | Административный центр | Количество населённых пунктов | Население (чел.) | Площадь (км²) |
| -- | ------------------------------------- | ---------------------- | ----------------------------- | ---------------- | ------------- |
| 1  | Спас-Клепиковское городское поселение | город Спас-Клепики     | 9                             | ↘5021            | 7,64          |
| 2  | Тумское городское поселение           | рабочий посёлок Тума   | 1                             | ↘5350            | 11,14         |
| 3  | Алексеевское сельское поселение       | село Алексеево         | 34                            | ↗851             | 27,06         |
| 4  | Болоньское сельское поселение         | посёлок Болонь         | 38                            | ↘1836            | 26,84         |
| 5  | Бусаевское сельское поселение         | село Бусаево           | 27                            | ↘561             | 16,42         |
| 6  | Екшурское сельское поселение          | село Екшур             | 20                            | ↘2616            | 17,21         |
| 7  | Колесниковское сельское поселение     | деревня Колесниково    | 23                            | ↘643             | 21,80         |
| 8  | Криушинское сельское поселение        | село Криуша            | 3                             | ↗1042            | 6,44          |
| 9  | Молькинское сельское поселение        | деревня Молькино       | 12                            | ↗502             | 6,08          |
| 10 | Ненашкинское сельское поселение       | посёлок Ненашкино      | 49                            | ↗549             | 35,30         |
| 11 | Оськинское сельское поселение         | деревня Оськино        | 34                            | ↗1085            | 9,98          |
| 12 | Уткинское сельское поселение          | деревня Уткино         | 25                            | ↗1219            | 16,80         |

В 2017 году были упразднены сельские поселения: Тюковское (включено в Болоньское сельское поселение), Макеевское (включено в Екшурское сельское поселение), Малаховское (включено в Колесниковское сельское поселение).

## Населённые пункты
В Клепиковском районе 275 населённых пунктов, в том числе 2 городских (пгт и город) и 273 сельских.
| №   | Населённый пункт    | Тип             | Население | Муниципальное образование             |
| --- | ------------------- | --------------- | --------- | ------------------------------------- |
| 1   | Абрахово            | деревня         | 3         | Ненашкинское сельское поселение       |
| 2   | Аверькиево          | деревня         | 37        | Тюковское сельское поселение          |
| 3   | Акулово             | деревня         | ↘10       | Алексеевское сельское поселение       |
| 4   | Акулово             | деревня         | ↘84       | Колесниковское сельское поселение     |
| 5   | Алексеево           | село            | ↘104      | Алексеевское сельское поселение       |
| 6   | Алтухово            | деревня         | 13        | Тюковское сельское поселение          |
| 7   | Амлешово            | деревня         | ↘5        | Уткинское сельское поселение          |
| 8   | Амлешовские Выселки | деревня         | 9         | Колесниковское сельское поселение     |
| 9   | Андроново           | деревня         | ↘37       | Малаховское сельское поселение        |
| 10  | Аничково            | деревня         | 0         | Бусаевское сельское поселение         |
| 11  | Аносово             | деревня         | ↘5        | Уткинское сельское поселение          |
| 12  | Анциферово          | деревня         | 7         | Тюковское сельское поселение          |
| 13  | Аристово            | деревня         | 29        | Тюковское сельское поселение          |
| 14  | Артёмово            | деревня         | ↘9        | Уткинское сельское поселение          |
| 15  | Ахматово            | деревня         | ↘1        | Алексеевское сельское поселение       |
| 16  | Бакастово           | деревня         | 9         | Оськинское сельское поселение         |
| 17  | Бараново            | деревня         | ↘2        | Алексеевское сельское поселение       |
| 18  | Барское             | деревня         | 20        | Ненашкинское сельское поселение       |
| 19  | Барснево            | село            | ↘8        | Уткинское сельское поселение          |
| 20  | Батыково            | деревня         | 18        | Ненашкинское сельское поселение       |
| 21  | Бахметьево          | деревня         | ↘2        | Молькинское сельское поселение        |
| 22  | Белое               | деревня         | ↘24       | Ненашкинское сельское поселение       |
| 23  | Белозерье           | деревня         | 14        | Ненашкинское сельское поселение       |
| 24  | Беломутово          | деревня         | 1         | Тюковское сельское поселение          |
| 25  | Беляево             | деревня         | 0         | Ненашкинское сельское поселение       |
| 26  | Березово            | деревня         | 13        | Бусаевское сельское поселение         |
| 27  | Бозово              | деревня         | ↘25       | Спас-Клепиковское городское поселение |
| 28  | Болонь              | посёлок         | 1717      | Болоньское сельское поселение         |
| 29  | Большая Каменка     | деревня         | 3         | Оськинское сельское поселение         |
| 30  | Большая Матвеевка   | деревня         | 12        | Тюковское сельское поселение          |
| 31  | Большое Дарьино     | деревня         | 41        | Екшурское сельское поселение          |
| 32  | Большое Жабье       | деревня         | ↘1        | Ненашкинское сельское поселение       |
| 33  | Большое Курапово    | деревня         | 7         | Тюковское сельское поселение          |
| 34  | Борисково           | деревня         | ↘57       | Малаховское сельское поселение        |
| 35  | Борисово            | деревня         | 24        | Макеевское сельское поселение         |
| 36  | Братилово           | деревня         | ↘1        | Алексеевское сельское поселение       |
| 37  | Бусаево             | село            | ↘345      | Бусаевское сельское поселение         |
| 38  | Быково              | деревня         | 0         | Ненашкинское сельское поселение       |
| 39  | Быково              | деревня         | 0         | Оськинское сельское поселение         |
| 40  | Былино              | село            | ↘70       | Алексеевское сельское поселение       |
| 41  | Бычково             | деревня         | ↘65       | Уткинское сельское поселение          |
| 42  | Васильево           | деревня         | ↘0        | Ненашкинское сельское поселение       |
| 43  | Васино              | деревня         | 3         | Оськинское сельское поселение         |
| 44  | Васино              | деревня         | 8         | Уткинское сельское поселение          |
| 45  | Вельково            | деревня         | ↘5        | Алексеевское сельское поселение       |
| 46  | Верещугино          | деревня         | ↘134      | Оськинское сельское поселение         |
| 47  | Верея               | деревня         | ↘5        | Оськинское сельское поселение         |
| 48  | Ветчаны             | деревня         | ↘65       | Малаховское сельское поселение        |
| 49  | Вещур               | село            | ↘5        | Алексеевское сельское поселение       |
| 50  | Взвоз               | деревня         | ↘7        | Макеевское сельское поселение         |
| 51  | Викулово            | деревня         | ↘38       | Алексеевское сельское поселение       |
| 52  | Владычино           | деревня         | 3         | Тюковское сельское поселение          |
| 53  | Волчково            | деревня         | ↘74       | Алексеевское сельское поселение       |
| 54  | Воронцово           | посёлок         | 16        | Молькинское сельское поселение        |
| 55  | Воскресенье         | село            | ↘1        | Колесниковское сельское поселение     |
| 56  | Гаврино             | деревня         | ↘15       | Колесниковское сельское поселение     |
| 57  | Голево              | деревня         | 0         | Уткинское сельское поселение          |
| 58  | Голованово          | посёлок         | 83        | Бусаевское сельское поселение         |
| 59  | Голованово          | хутор           | 2         | Бусаевское сельское поселение         |
| 60  | Голышово            | деревня         | ↘5        | Алексеевское сельское поселение       |
| 61  | Горки               | посёлок         | 24        | Бусаевское сельское поселение         |
| 62  | Горки               | деревня         | 2         | Ненашкинское сельское поселение       |
| 63  | Горы                | деревня         | ↘18       | Алексеевское сельское поселение       |
| 64  | Гришино             | село            | ↘110      | Бусаевское сельское поселение         |
| 65  | Гуреево             | деревня         | ↘40       | Оськинское сельское поселение         |
| 66  | Гурино              | деревня         | 5         | Оськинское сельское поселение         |
| 67  | Давыдово            | село            | ↘218      | Алексеевское сельское поселение       |
| 68  | Давыдово            | деревня         | 1         | Тюковское сельское поселение          |
| 69  | Деево               | деревня         | 34        | Оськинское сельское поселение         |
| 70  | Демино              | деревня         | ↘4        | Алексеевское сельское поселение       |
| 71  | Дмитриево           | деревня         | ↘29       | Колесниковское сельское поселение     |
| 72  | Дрошино             | деревня         | 2         | Ненашкинское сельское поселение       |
| 73  | Дунино              | деревня         | 9         | Тюковское сельское поселение          |
| 74  | Егорово             | деревня         | ↘279      | Екшурское сельское поселение          |
| 75  | Екшур               | село            | ↗993      | Екшурское сельское поселение          |
| 76  | Ерохино             | деревня         | 0         | Ненашкинское сельское поселение       |
| 77  | Ершово              | село            | ↘61       | Макеевское сельское поселение         |
| 78  | Ершовские Выселки   | деревня         | 191       | Екшурское сельское поселение          |
| 79  | Желудково           | деревня         | 14        | Уткинское сельское поселение          |
| 80  | Жуковские Выселки   | хутор           | 2         | Бусаевское сельское поселение         |
| 81  | Заборье             | деревня         | 4         | Оськинское сельское поселение         |
| 82  | Заводская Слобода   | деревня         | ↘23       | Бусаевское сельское поселение         |
| 83  | Задне-Пилево        | село            | ↘296      | Макеевское сельское поселение         |
| 84  | Захарово            | деревня         | 5         | Оськинское сельское поселение         |
| 85  | Зимницы             | деревня         | 0         | Ненашкинское сельское поселение       |
| 86  | Зубово              | деревня         | ↘2        | Алексеевское сельское поселение       |
| 87  | Зубово              | деревня         | 3         | Тюковское сельское поселение          |
| 88  | Зыково              | деревня         | ↘4        | Ненашкинское сельское поселение       |
| 89  | Иваково             | деревня         | 14        | Молькинское сельское поселение        |
| 90  | Иванисово           | деревня         | ↘27       | Молькинское сельское поселение        |
| 91  | Иванково            | деревня         | ↘16       | Малаховское сельское поселение        |
| 92  | Иваново             | деревня         | 3         | Ненашкинское сельское поселение       |
| 93  | Ивкино              | деревня         | 22        | Бусаевское сельское поселение         |
| 94  | Извеково            | деревня         | ↘3        | Уткинское сельское поселение          |
| 95  | Измайлово           | деревня         | 2         | Оськинское сельское поселение         |
| 96  | Ильино              | деревня         | ↘32       | Алексеевское сельское поселение       |
| 97  | Иншаково            | деревня         | 64        | Екшурское сельское поселение          |
| 98  | Иньшино             | деревня         | 3         | Уткинское сельское поселение          |
| 99  | Каверино            | деревня         | 13        | Оськинское сельское поселение         |
| 100 | Калдево             | деревня         | ↘77       | Ненашкинское сельское поселение       |
| 101 | Карпово             | деревня         | 2         | Тюковское сельское поселение          |
| 102 | Карцово             | деревня         | 40        | Оськинское сельское поселение         |
| 103 | Каширово            | деревня         | 3         | Тюковское сельское поселение          |
| 104 | Кирьяково           | деревня         | 6         | Бусаевское сельское поселение         |
| 105 | Клин                | деревня         | 1         | Тюковское сельское поселение          |
| 106 | Княжи               | деревня         | 26        | Колесниковское сельское поселение     |
| 107 | Князево             | деревня         | 3         | Ненашкинское сельское поселение       |
| 108 | Кобылинка           | деревня         | ↘20       | Оськинское сельское поселение         |
| 109 | Ково                | деревня         | 14        | Молькинское сельское поселение        |
| 110 | Козельское          | деревня         | 4         | Тюковское сельское поселение          |
| 111 | Колесниково         | деревня         | ↘254      | Колесниковское сельское поселение     |
| 112 | Колычево            | село            | ↘27       | Тюковское сельское поселение          |
| 113 | Кондаково           | деревня         | 7         | Оськинское сельское поселение         |
| 114 | Константиново       | село            | 3         | Алексеевское сельское поселение       |
| 115 | Коренево            | деревня         | ↘63       | Молькинское сельское поселение        |
| 116 | Коробово            | деревня         | 14        | Оськинское сельское поселение         |
| 117 | Корякино            | деревня         | ↘11       | Алексеевское сельское поселение       |
| 118 | Корякино            | деревня         | 12        | Бусаевское сельское поселение         |
| 119 | Корякино            | деревня         | 10        | Ненашкинское сельское поселение       |
| 120 | Котово              | деревня         | 1         | Уткинское сельское поселение          |
| 121 | Криуша              | село            | ↗979      | Криушинское сельское поселение        |
| 122 | Крутово             | деревня         | 2         | Оськинское сельское поселение         |
| 123 | Кузино              | деревня         | ↗39       | Спас-Клепиковское городское поселение |
| 124 | Кузьмино            | деревня         | 14        | Алексеевское сельское поселение       |
| 125 | Култуки             | деревня         | ↘27       | Малаховское сельское поселение        |
| 126 | Куприно             | деревня         | 0         | Бусаевское сельское поселение         |
| 127 | Курша 1             | посёлок станции | 0         | Бусаевское сельское поселение         |
| 128 | Куршево             | деревня         | ↘0        | Алексеевское сельское поселение       |
| 129 | Лаптево             | деревня         | 26        | Оськинское сельское поселение         |
| 130 | Лебедино            | деревня         | 32        | Тюковское сельское поселение          |
| 131 | Левино I            | деревня         | 8         | Ненашкинское сельское поселение       |
| 132 | Левино II           | деревня         | 4         | Ненашкинское сельское поселение       |
| 133 | Лесуново            | село            | ↘6        | Алексеевское сельское поселение       |
| 134 | Летники             | посёлок станции | 0         | Екшурское сельское поселение          |
| 135 | Лихунино            | село            | ↘18       | Алексеевское сельское поселение       |
| 136 | Лодкино             | деревня         | ↗9        | Спас-Клепиковское городское поселение |
| 137 | Ломакино            | деревня         | ↘54       | Алексеевское сельское поселение       |
| 138 | Лосево              | деревня         | ↘249      | Спас-Клепиковское городское поселение |
| 139 | Лунево              | деревня         | 0         | Ненашкинское сельское поселение       |
| 140 | Лункино             | деревня         | 2         | Ненашкинское сельское поселение       |
| 141 | Лысово              | деревня         | 0         | Бусаевское сельское поселение         |
| 142 | Макарово            | деревня         | 33        | Макеевское сельское поселение         |
| 143 | Макарово            | деревня         | 18        | Ненашкинское сельское поселение       |
| 144 | Макарово            | деревня         | ↘0        | Оськинское сельское поселение         |
| 145 | Макеево             | деревня         | ↘219      | Макеевское сельское поселение         |
| 146 | Макеево             | деревня         | 40        | Тюковское сельское поселение          |
| 147 | Максино             | деревня         | 4         | Оськинское сельское поселение         |
| 148 | Малахово            | деревня         | 18        | Бусаевское сельское поселение         |
| 149 | Малахово            | село            | ↘238      | Малаховское сельское поселение        |
| 150 | Малая Каменка       | деревня         | 3         | Оськинское сельское поселение         |
| 151 | Малая Матвеевка     | деревня         | 1         | Тюковское сельское поселение          |
| 152 | Малиновка           | посёлок         | 33        | Криушинское сельское поселение        |
| 153 | Малое Дарьино       | деревня         | 153       | Екшурское сельское поселение          |
| 154 | Малое Жабье         | деревня         | ↘5        | Ненашкинское сельское поселение       |
| 155 | Малое Курапово      | деревня         | 7         | Тюковское сельское поселение          |
| 156 | Мамасево            | деревня         | ↘11       | Колесниковское сельское поселение     |
| 157 | Мамоново            | деревня         | 0         | Ненашкинское сельское поселение       |
| 158 | Маньщино            | деревня         | 5         | Тюковское сельское поселение          |
| 159 | Мелехово            | деревня         | 3         | Оськинское сельское поселение         |
| 160 | Мелюшово            | деревня         | 15        | Алексеевское сельское поселение       |
| 161 | Меркулово           | деревня         | 14        | Уткинское сельское поселение          |
| 162 | Миленино            | деревня         | ↘16       | Колесниковское сельское поселение     |
| 163 | Молькино            | деревня         | ↗294      | Молькинское сельское поселение        |
| 164 | Мордвиново          | деревня         | 0         | Уткинское сельское поселение          |
| 165 | Мосеево             | деревня         | 23        | Тюковское сельское поселение          |
| 166 | Муночь              | деревня         | 5         | Оськинское сельское поселение         |
| 167 | Мягково             | деревня         | ↘140      | Алексеевское сельское поселение       |
| 168 | Мягково             | деревня         | 69        | Тюковское сельское поселение          |
| 169 | Натальино           | деревня         | 32        | Бусаевское сельское поселение         |
| 170 | Наумово             | деревня         | 8         | Ненашкинское сельское поселение       |
| 171 | Неверово            | деревня         | ↘24       | Уткинское сельское поселение          |
| 172 | Немятово            | деревня         | ↘14       | Колесниковское сельское поселение     |
| 173 | Ненашкино           | посёлок         | ↘90       | Ненашкинское сельское поселение       |
| 174 | Ненашкино           | деревня         | ↘18       | Спас-Клепиковское городское поселение |
| 175 | Ненорово            | деревня         | 3         | Ненашкинское сельское поселение       |
| 176 | Неустроево          | деревня         | 4         | Бусаевское сельское поселение         |
| 177 | Нефедово            | деревня         | 15        | Тюковское сельское поселение          |
| 178 | Никулино            | деревня         | 2         | Ненашкинское сельское поселение       |
| 179 | Новинки             | деревня         | 4         | Ненашкинское сельское поселение       |
| 180 | Ново-Александровка  | деревня         | 2         | Алексеевское сельское поселение       |
| 181 | Ново-Аносово        | деревня         | 10        | Колесниковское сельское поселение     |
| 182 | Ново-Никольск       | деревня         | ↘18       | Алексеевское сельское поселение       |
| 183 | Ново-Савино         | деревня         | 1         | Колесниковское сельское поселение     |
| 184 | Новоселки           | деревня         | 6         | Тюковское сельское поселение          |
| 185 | Норино              | деревня         | ↘84       | Колесниковское сельское поселение     |
| 186 | Озерки              | деревня         | ↘7        | Уткинское сельское поселение          |
| 187 | Озерье              | деревня         | 14        | Бусаевское сельское поселение         |
| 188 | Октябрь             | посёлок         | 20        | Колесниковское сельское поселение     |
| 189 | Ольгино             | деревня         | 3         | Бусаевское сельское поселение         |
| 190 | Оськино             | деревня         | ↗671      | Оськинское сельское поселение         |
| 191 | Павлово             | деревня         | ↘5        | Бусаевское сельское поселение         |
| 192 | Пансурово           | деревня         | 24        | Тюковское сельское поселение          |
| 193 | Парфеново           | деревня         | 8         | Оськинское сельское поселение         |
| 194 | Первушкино          | деревня         | ↗408      | Макеевское сельское поселение         |
| 195 | Перино              | деревня         | 10        | Алексеевское сельское поселение       |
| 196 | Петряево            | деревня         | ↘0        | Ненашкинское сельское поселение       |
| 197 | Печурино            | деревня         | 5         | Макеевское сельское поселение         |
| 198 | Пилево              | посёлок станции | 34        | Болоньское сельское поселение         |
| 199 | Плишкино            | деревня         | 6         | Молькинское сельское поселение        |
| 200 | Подгорье            | деревня         | 22        | Макеевское сельское поселение         |
| 201 | Подлипки            | село            | ↘2        | Ненашкинское сельское поселение       |
| 202 | Подсвятье           | деревня         | 3         | Ненашкинское сельское поселение       |
| 203 | Полушкино           | деревня         | 61        | Макеевское сельское поселение         |
| 204 | Порошино            | деревня         | 25        | Оськинское сельское поселение         |
| 205 | Посерда             | деревня         | ↘22       | Ненашкинское сельское поселение       |
| 206 | Потапово            | деревня         | 41        | Оськинское сельское поселение         |
| 207 | Прасковьино         | деревня         | 1         | Тюковское сельское поселение          |
| 208 | Проваторово         | деревня         | 0         | Молькинское сельское поселение        |
| 209 | Прудки              | село            | ↘8        | Ненашкинское сельское поселение       |
| 210 | Пульхово            | деревня         | 3         | Уткинское сельское поселение          |
| 211 | Радино              | деревня         | 8         | Бусаевское сельское поселение         |
| 212 | Расторгуево         | деревня         | ↘0        | Алексеевское сельское поселение       |
| 213 | Романово            | село            | ↘1        | Алексеевское сельское поселение       |
| 214 | Русаново            | деревня         | 11        | Тюковское сельское поселение          |
| 215 | Рябикино            | деревня         | ↘49       | Спас-Клепиковское городское поселение |
| 216 | Рябиновка           | деревня         | 12        | Криушинское сельское поселение        |
| 217 | Савино              | деревня         | 49        | Ненашкинское сельское поселение       |
| 218 | Савино              | деревня         | ↘0        | Уткинское сельское поселение          |
| 219 | Селезнево           | село            | ↘35       | Оськинское сельское поселение         |
| 220 | Сергеевка           | деревня         | ↘4        | Малаховское сельское поселение        |
| 221 | Сергеево            | деревня         | 210       | Макеевское сельское поселение         |
| 222 | Сильма              | хутор           | 0         | Тюковское сельское поселение          |
| 223 | Симоново            | деревня         | ↘17       | Уткинское сельское поселение          |
| 224 | Снохино             | деревня         | ↘71       | Уткинское сельское поселение          |
| 225 | Соловово            | деревня         | ↘7        | Уткинское сельское поселение          |
| 226 | Соломино            | деревня         | 7         | Молькинское сельское поселение        |
| 227 | Сонино              | деревня         | 16        | Тюковское сельское поселение          |
| 228 | Сосы                | деревня         | 3         | Бусаевское сельское поселение         |
| 229 | Спас-Клепики        | город           | ↘4591     | Спас-Клепиковское городское поселение |
| 230 | Спирино             | село            | ↘354      | Уткинское сельское поселение          |
| 231 | Стружаны            | село            | ↘10       | Тюковское сельское поселение          |
| 232 | Сусово              | деревня         | ↘28       | Уткинское сельское поселение          |
| 233 | Тамышево            | деревня         | ↘226      | Екшурское сельское поселение          |
| 234 | Теребово            | деревня         | 1         | Ненашкинское сельское поселение       |
| 235 | Тетерино            | деревня         | 18        | Тюковское сельское поселение          |
| 236 | Тимохино            | деревня         | 5         | Ненашкинское сельское поселение       |
| 237 | Томаково            | деревня         | 5         | Бусаевское сельское поселение         |
| 238 | Траново             | деревня         | 7         | Ненашкинское сельское поселение       |
| 239 | Тума                | пгт             | ↘5350     | Тумское городское поселение           |
| 240 | Тюково              | село            | ↘123      | Тюковское сельское поселение          |
| 241 | Тюрвищи             | деревня         | 37        | Ненашкинское сельское поселение       |
| 242 | Ужищево             | деревня         | ↘23       | Алексеевское сельское поселение       |
| 243 | Уречное             | деревня         | ↘8        | Колесниковское сельское поселение     |
| 244 | Уткино              | деревня         | ↘287      | Уткинское сельское поселение          |
| 245 | Ухино               | деревня         | 18        | Макеевское сельское поселение         |
| 246 | Ушмор               | деревня         | ↘11       | Ненашкинское сельское поселение       |
| 247 | Ушмор               | село            | ↘5        | Ненашкинское сельское поселение       |
| 248 | Федино              | деревня         | ↘2        | Бусаевское сельское поселение         |
| 249 | Филино              | деревня         | 16        | Оськинское сельское поселение         |
| 250 | Филотово            | деревня         | 6         | Ненашкинское сельское поселение       |
| 251 | Фомино              | деревня         | 28        | Тюковское сельское поселение          |
| 252 | Фролово             | деревня         | 31        | Ненашкинское сельское поселение       |
| 253 | Ханино              | деревня         | 19        | Ненашкинское сельское поселение       |
| 254 | Хараблино           | деревня         | 8         | Бусаевское сельское поселение         |
| 255 | Харино              | деревня         | 3         | Оськинское сельское поселение         |
| 256 | Ценово              | деревня         | 8         | Оськинское сельское поселение         |
| 257 | Чарсуль             | деревня         | ↘7        | Ненашкинское сельское поселение       |
| 258 | Часлово             | деревня         | ↘7        | Колесниковское сельское поселение     |
| 259 | Чащино              | деревня         | 17        | Алексеевское сельское поселение       |
| 260 | Чебукино            | деревня         | ↘23       | Тюковское сельское поселение          |
| 261 | Чёрное              | деревня         | ↘92       | Ненашкинское сельское поселение       |
| 262 | Чесноково           | деревня         | 3         | Ненашкинское сельское поселение       |
| 263 | Чечево              | деревня         | 1         | Алексеевское сельское поселение       |
| 264 | Чиряты              | деревня         | 33        | Ненашкинское сельское поселение       |
| 265 | Чулис               | посёлок         | 0         | Оськинское сельское поселение         |
| 266 | Чуфилово            | село            | ↘16       | Уткинское сельское поселение          |
| 267 | Шабаево             | деревня         | ↘32       | Спас-Клепиковское городское поселение |
| 268 | Шакино              | деревня         | 21        | Тюковское сельское поселение          |
| 269 | Шаранино            | деревня         | ↘2        | Молькинское сельское поселение        |
| 270 | Швивая Горка        | деревня         | ↗9        | Спас-Клепиковское городское поселение |
| 271 | Шевелево            | деревня         | 1         | Оськинское сельское поселение         |
| 272 | Шеенки              | село            | ↘2        | Алексеевское сельское поселение       |
| 273 | Шопино              | деревня         | ↘67       | Молькинское сельское поселение        |
| 274 | Щурово              | деревня         | 176       | Уткинское сельское поселение          |
| 275 | Ювино               | деревня         | 8         | Бусаевское сельское поселение         |

## Местное самоуправление
Председатели Совета депутатов
- Оленьев Вячеслав Владимирович, как председатель райисполкома, глава администрации, председатель совета депутатов, глава района (1988—1997)
- Просянников Алексей Иванович, глава района (2004—2015)[33]
- Аровин Сергей Вячеславович, глава района (2016 — н. в.)

Главы администрации
- Карабасов Сергей Юрьевич (2013—2016)[33]
- Крейтин Николай Владимирович (2016—2021) †
- Ефанов Денис Викторович (с 2021)

## Транспорт
Основными автомобильными дорогами в районе являются трассы Р123 Рязань — Спас-Клепики, Р105 Москва — Егорьевск — Касимов и Р73 Владимир — Тума.
Из существовавшей в районе сети железных дорог на 2014 год сохранилась только тупиковая ветка Владимир — Тумская.
Через район с востока на запад проходит магистральный газопровод «Нижняя Тура — Пермь — Горький — Центр». Близ деревни Молькино расположена компрессорная станция Тума.

## Достопримечательности
- Музей С. А. Есенина,
- Национальный природный парк «Мещёрский»,
- Музей деревянного зодчества им. В. П. Грошева возле деревни Лункино[34].

## Археология и палеоантропрология
На южном берегу озера Шагара проводятся археологические раскопки неолитических стоянок. Найдены массовые захоронения людей, убитых 5 тыс. л. н. Под детским костяком был найден волосовский клад — 4 ожерелья.
Возле деревни Барское расположен Шагарский могильник, где в детском захоронении иванобугорской культуры (конец 3-го тыс. до н. э.) была обнаружена древнейшая в лесной полосе России керамическая модель каркасной лодки. Ныне экспонируется в ГИМ.

## Известные уроженцы
См. также: Категория:Родившиеся в Клепиковском районе
- Анисичкин, Фёдор Иванович (1915—1998) — гвардии лейтенант, командир 1-го огневого взвода 7-й батареи 139-го гвардейского артиллерийского полка, Герой Советского Союза.
- Архипов, Абрам Ефимович (1862—1930) — живописец-пейзажист, портретист. Автор жанровых картин из жизни русской деревни и городской бедноты. Действительный член Академии художеств (1916), народный художник Республики (1927). Его именем названа одна из улиц г. Спас-Клепики.
- Белокуров, Самсон Илларионович (1910—1974), Герой Социалистического Труда, председатель колхоза «Возрождение к новой жизни» Клепиковского района.
- Биценко, Евгений Федорович (1930) — заслуженный художник РФ.
- Бондарев, Гавриил Сергеевич (1911—1999) — командир отделения сапёрного взвода 348-го стрелкового полка 51-й стрелковой дивизии 4-й ударной армии 1-го Прибалтийского фронта, полный кавалер Ордена Славы. Родился в д. Ветчаны. После войны работал лесником в Головановском лесничестве Тумского лесхоза.
- Голованов, Григорий Васильевич (1901—1979) — советский военный деятель, Генерал-майор (1943 год).
- Грачёв, Иван Петрович (1915—1944) — Герой Советского Союза.
- Дашков, Алексей Андреевич (1910—1997) — командир отделения 436-го стрелкового полка 155-й стрелковой дивизии 38-й армии 1-го Украинского фронта, полный кавалер Ордена Славы.
- Добровольский, Владимир Иванович (1839—1904), окулист, профессор офтальмологии Военно-медицинской академии. Ему принадлежит первая детальная научная разработка отдела о спазме аккомодации в глазах различной рефракции. К числу его известнейших работ относятся также исследования о чувствительности центра и периферии сетчатки к цветам
- Квятковский, Владимир Станиславович (1892—1982), ученый-гидромашиностроитель. Доктор технических наук, профессор Московского энергетического института (МЭИ). Основатель и первый руководитель кафедры гидромашин МЭИ, автор-изобретатель первой гидротурбины.
- Колабухов, Михаил Александрович (1853—1913), земской и общественный деятель, лесопромышленник.
- Кирюшин, Алексей Дмитриевич (1923—1977), Герой Социалистического Труда, председатель колхоза имени В. В. Куйбышева Рыбновского района, депутат Верховного Совета СССР
- Колданов, Яков Никитич (1881—1919), потомственный лесоруб, член партии большевиков с 1905 года. Участник Московского вооружённого восстания 1905 года. С декабря 1917 года председатель волостного Совета рабочих и крестьянских депутатов, затем — военный губернский комиссар, начальник ЧК. Делегат IV Чрезвычайного и V Всероссийского съездов Советов. Ушёл добровольцем на фронт, погиб под Астраханью.
- Кошелев, Николай Александрович (род. 22 января 1947 год, деревня Русаново (Рязанская область)) — генерал-майор, ветеран боевых действий, журналист, писатель, поэт, публицист, главный редактор журнала «Армия»
- Крючков, Всеволод Григорьевич (1925—2006) — доктор географических наук, заслуженный деятель науки РФ.
- Лобанов, Михаил Петрович (1925), член Союза писателей России, заслуженный работник высшей школы Российской Федерации, профессор кафедры литературного мастерства Литературного института имени А. М. Горького.
- Лохматиков, Филипп Прокофьевич (1923—1981), гвардии лейтенант, командир танкового взвода 332-го танкового батальона, Герой Советского Союза.
- Нефтерев, Иван Федорович (1895—1966), генерал-майор (1943). Заместитель начальника военно-исторического отдела Генерального Штаба Рабоче-Крестьянской Красной Армии (РККА).
- Ольховский, Пётр Иванович (1900—2000) — советский военачальник, генерал-майор.
- Осокин, Василий Васильевич (1894—1960), работник органов госбезопасности. Генерал-лейтенант (1940). С 1935 года возглавлял УПВО УНКВД Восточно-Сибирского края, Иркутской области, УССР и Киевского округа. В 1940—1949 годах — начальник Главного управления местной противовоздушной обороны НКВД-МВД СССР.
- Павлов, Григорий Петрович (1963—1984) — советский партийный и государственный деятель, первый секретарь Липецкого областного комитета КПСС.
- Пивченков, Владимир Тимофеевич (1919—1944), капитан, командир батальона 954-го стрелкового полка, Герой Советского Союза. Его именем названа улица в Москве.
- Прокопенко, Ирина Николаевна — русско-украинская детская писательница, прозаик.
- Пронин, Василий Прохорович (1905—1993), государственный и общественный деятель, В 1939—1944 годах председатель исполкома Моссовета. В 1941-56 член ЦК ВКП(б). В 1944—1946 годах 1-й заместитель председателя СНК РСФСР. В 1946—1950 депутат Верховного Совета СССР. В 1946—1953 годах — Министр трудовых резервов СССР.
- Пуков, Трофим Трофимович (1915—1968), командир отделения 5-го гвардейского отдельного сапёрного батальона, Герой Советского Союза.
- Пушкин, Николай Петрович (1918), гвардии старший лейтенант, командир эскадрильи 2-го гвардейского истребительного авиационного полка, Герой Советского Союза.
- Сергий (1951) — архиепископ Самарский и Сызранский.
- Синельщиков, Матвей Трофимович (1920—1997), полный кавалер ордена Славы.
- Степашкин, Степан Михайлович (1923), искусствовед, заслуженный работник культуры РФ, член Союза художников России, директор Рязанского художественного музея (1958—1987).
- Субботин, Никита Егорович (1904—1968), генерал-лейтенант, политический работник советских Вооружённых Сил, участник Великой Отечественной войны.
- Трифонова, Наталья Ивановна (1918—1994), Герой Социалистического Труда, бригадир свинофермы совхоза «Прогресс» Милославского района.
- Турбин, Николай Васильевич — советский генетик и селекционер, академик АН Белорусской ССР.
- Уткин, Виктор Михайлович (1913) — акушер-гинеколог, доктор медицинских наук, профессор, заведующий кафедрой РМИ (1965—1988).
- Чабунин, Иван Федорович (1921—2001, по др. данным 1909—1977), подполковник, командир 18-го понтонно-мостового батальона 3-й гвардейской танковой армии, Герой Советского Союза.
- Шицкова, Анастасия Павловна (1919—2015), гигиенист, академик РАМН.
- Щетинкин, Петр Ефимович (1884—1927), один из организаторов партизанского движения в Сибири. В 1927 году по приглашению правительства МНР работал в Монголии инструктором Государственной военной охраны. Награждён орденом Красного Знамени. Умер в Улан-Баторе.
- Петрухин Владимир Алексеевич (14 августа 1947 года, г. Спас-Клепики Рязанской обл.) — российский и украинский учёный в области информатики и кибернетики, д.т. н. (2004), профессор, преподаватель кафедры теоретической кибернетики и методов оптимального управления МФТИ, ведущий научный сотрудник Института кибернетики имени В. М. Глушкова Национальной академии наук Украины, заместитель директора Физико-технического учебно-научного центра НАН Украины. Заслуженный деятель науки и техники Украины, лауреат премии им. В. М. Глушкова НАН Украины[37], лауреат Премии правительства РФ в области образования (2011)[38].